# Аббатство святого Доминика Силосского

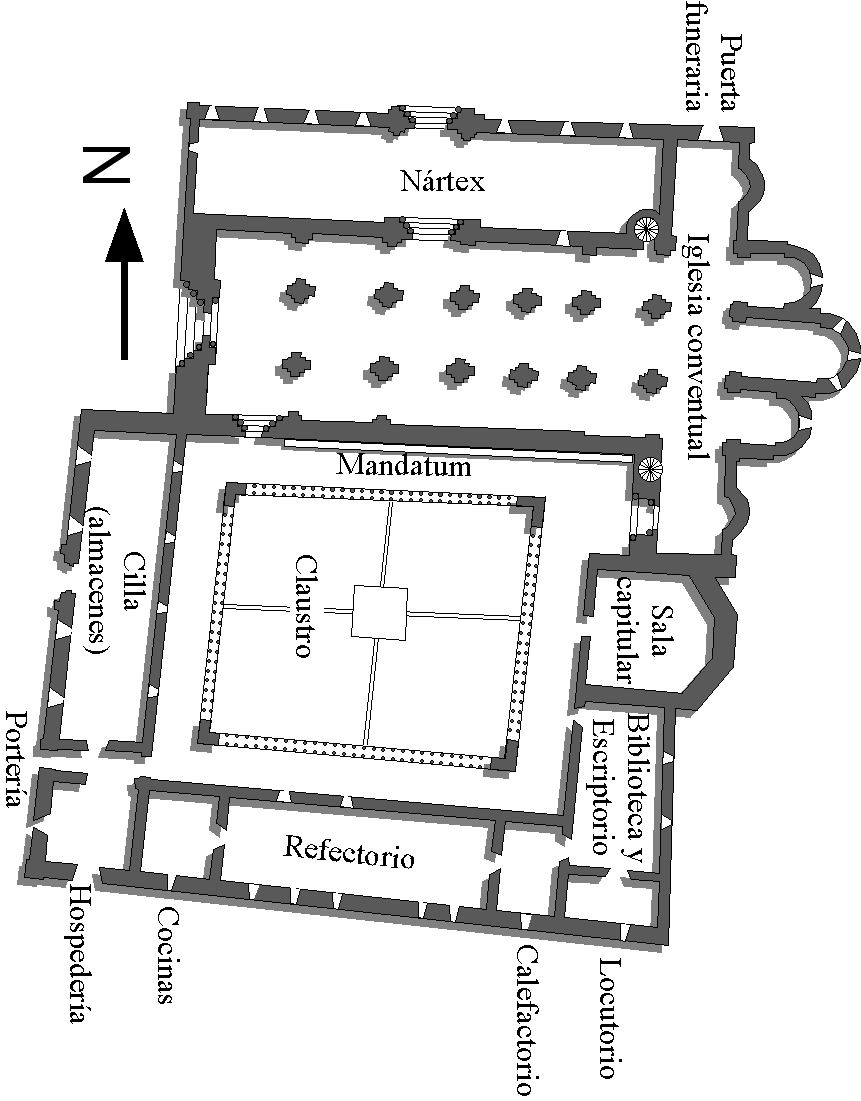
План монастыря

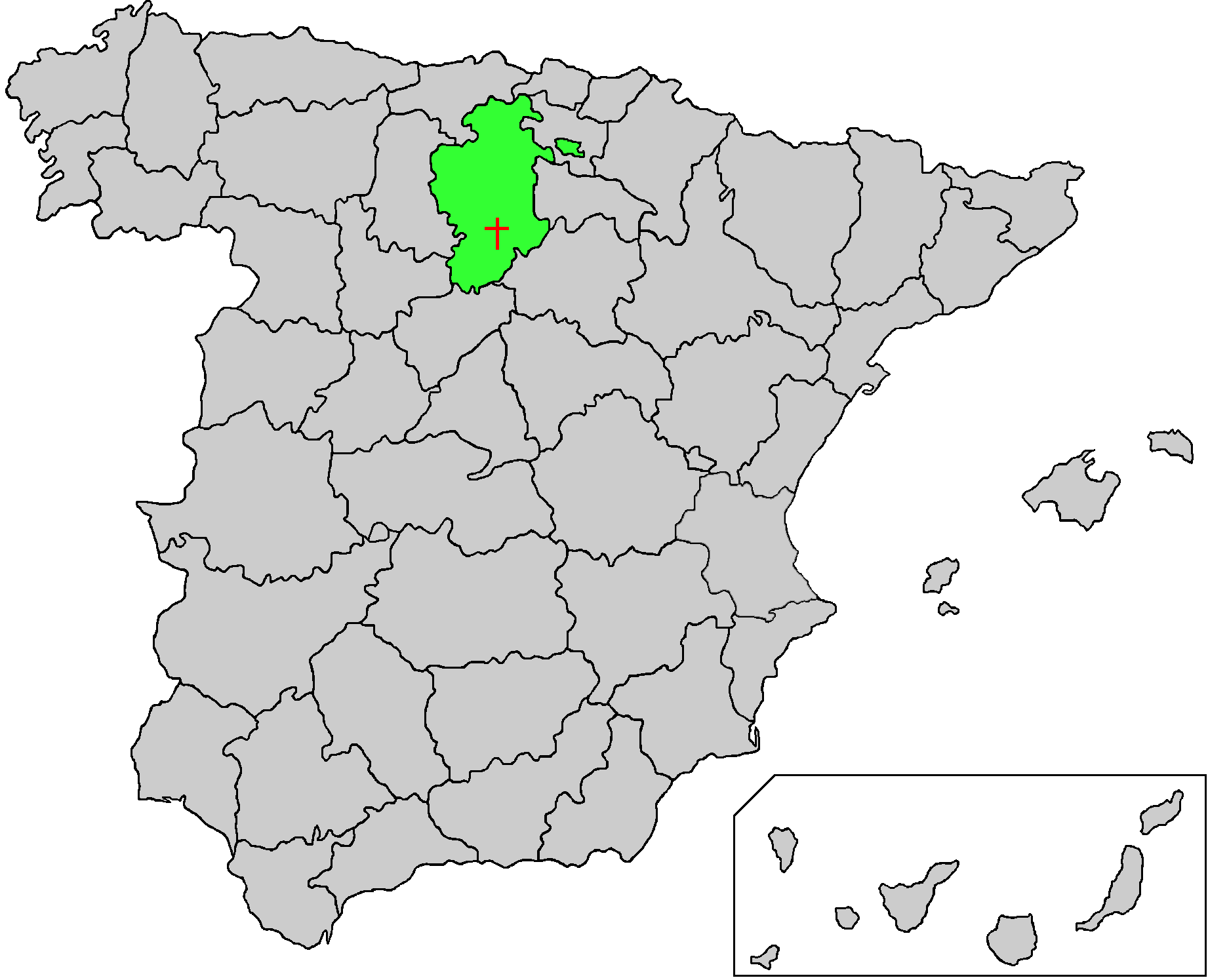
Расположение Санто-Доминго-де-Силоса в Испании

Аббатство святого Доминика Силосского (исп. Monasterio de Santo Domingo de Silos) — бенедиктинское аббатство в муниципалитете Санто-Доминго-де-Силос в южной части провинции Бургос, расположенной на севере Испании. Аббатство названо в честь святого Доминика Силосского, жившего в XI веке.

## История
Аббатство относится к вестготскому периоду VII века. В X веке, аббатство называлось Сан-Себастьян-де-Силос (аббатство святого Себастьяна Силосского), а своё нынешнее название оно приобрело, когда Фернандо Великий, король Кастилии и Леона, поручил святому Доминику реконструировать аббатство. Настоятель спроектировал церковь с центральным нефом, с двумя приделами по бокам и пятью часовнями, примыкающими к апсиде и трансепте. Когда в 1073 году святой Доминик умер, работа над аббатством была передана настоятелю Фортиниусу, дожившему до окончания строительных работ. Церковь была впоследствии перестроена в стиле неоклассицизма архитектором Ventura Rodríguez.
В 1835 году аббатство, наряду с другими монастырями Испании, было закрыто. Бенедиктинские монахи из Солема во Франции возродили его в 1880 году.

## Романская архитектура и скульптура

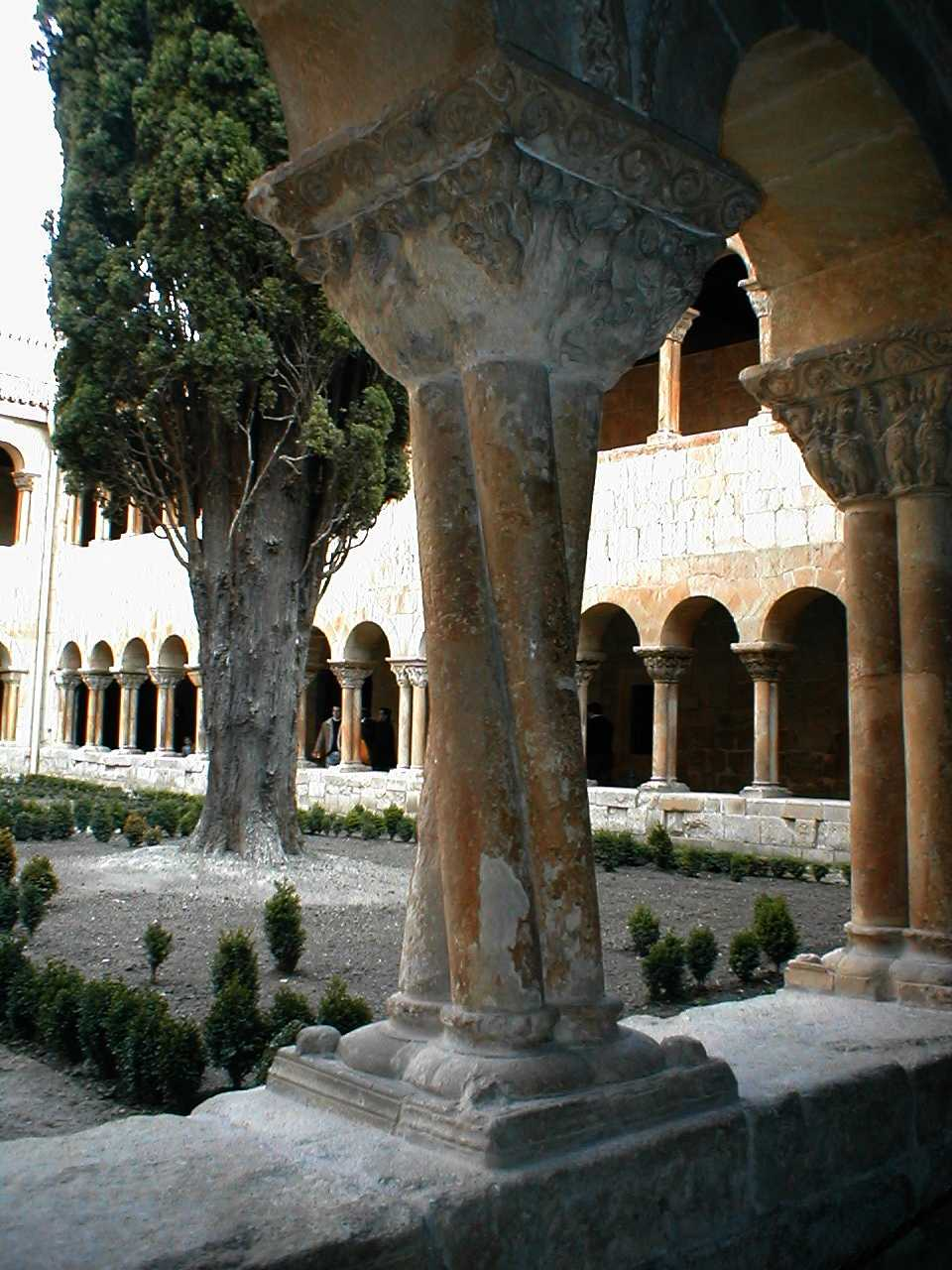
Клуатр с витыми колоннами

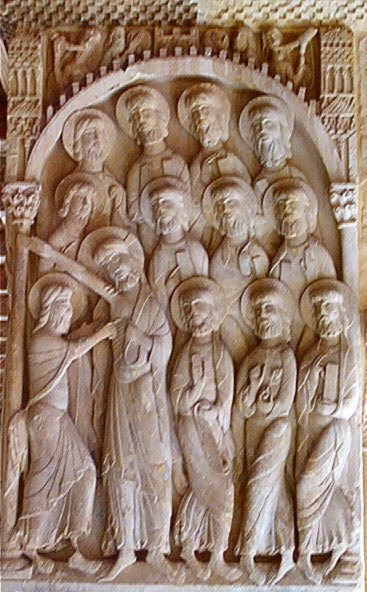
Рельеф в клуатре, с изображением сомневающегося Фомы

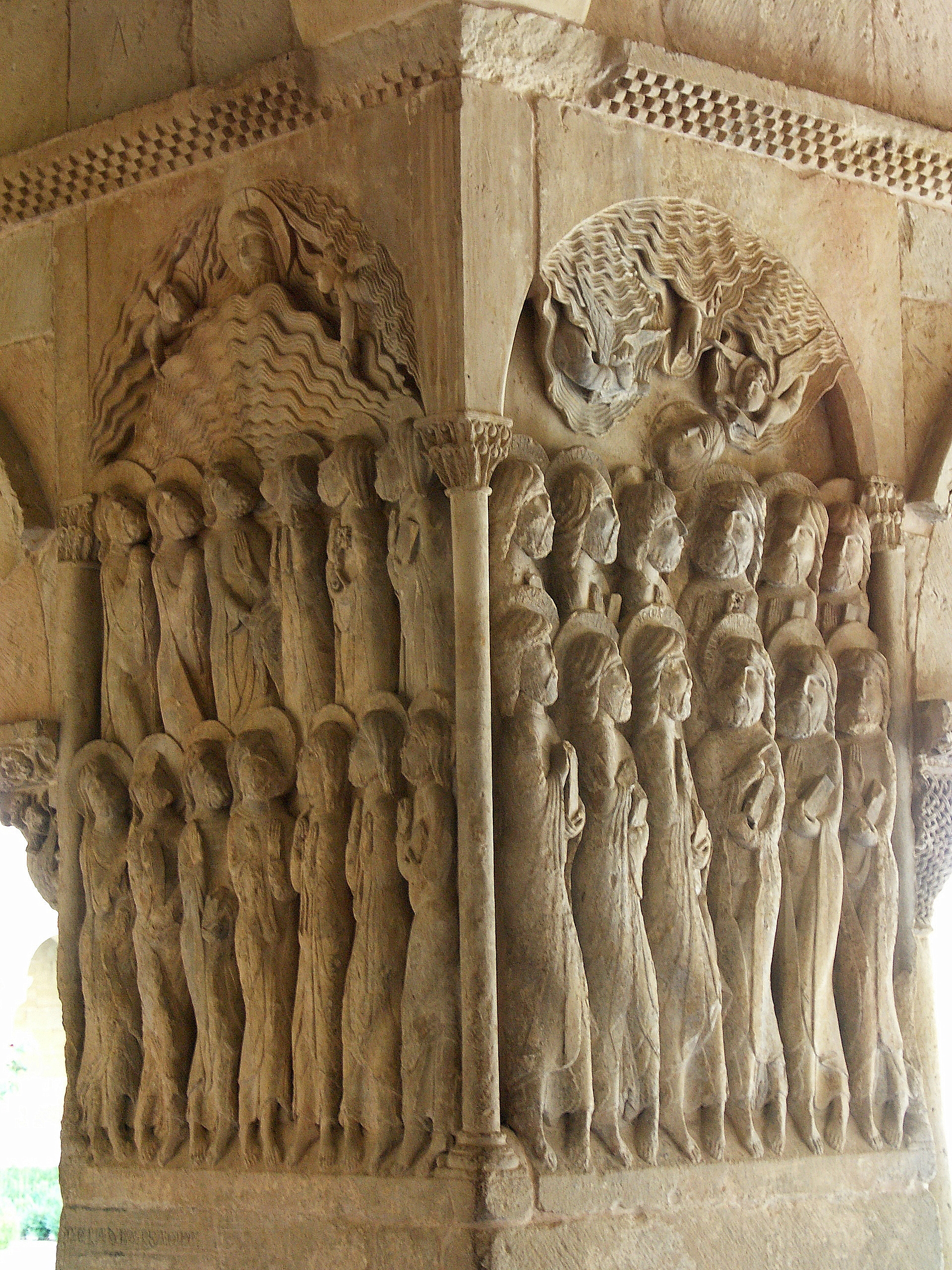
Облегчение Пирс Вознесения и Пятидесятницы

## Доступ для общественности

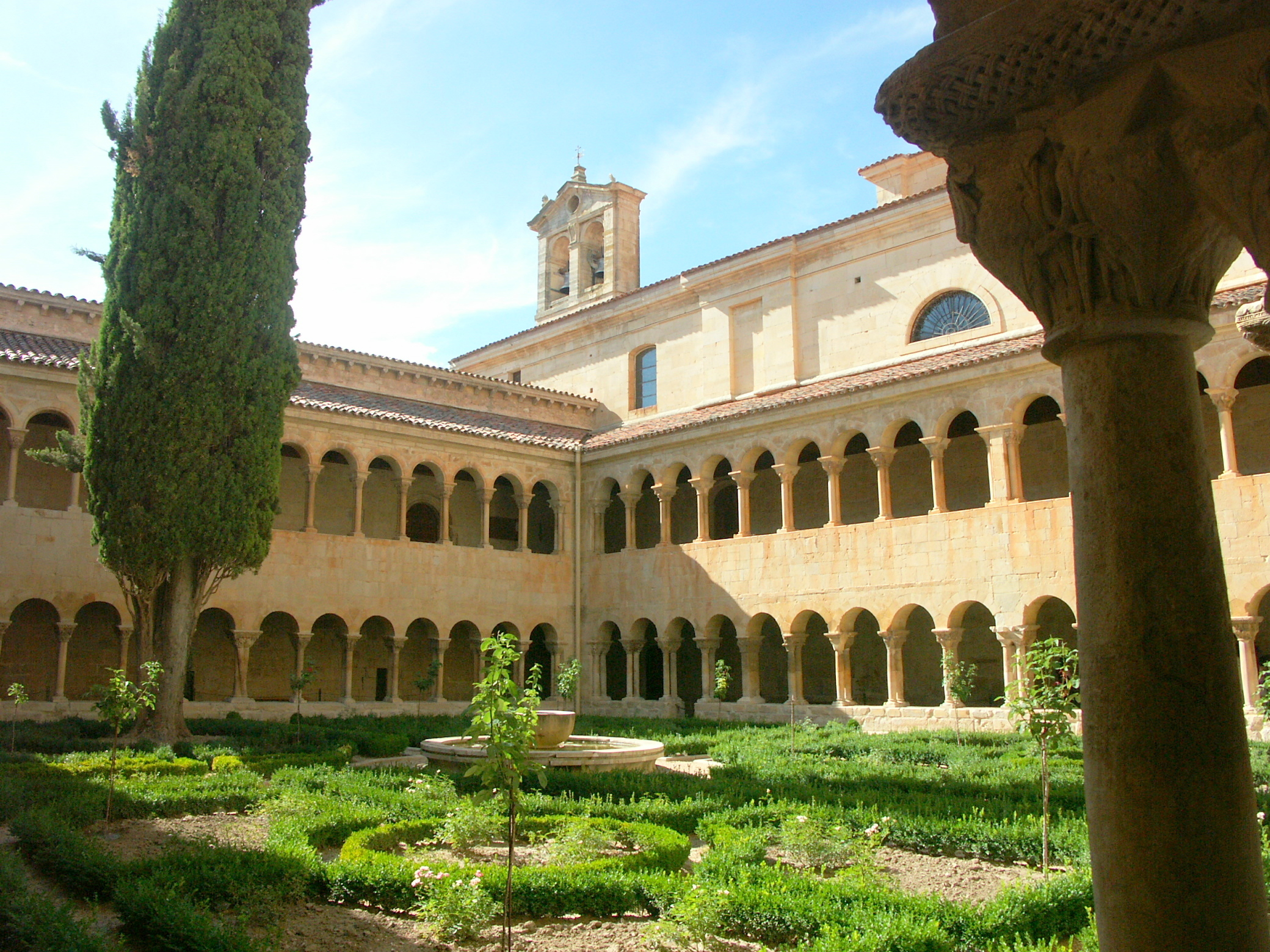
Клуатр монастыря Санто-Доминго-де-силос